# Cofradía de las Siete Palabras de Jesús en la Cruz (León)
La Cofradía de las Siete Palabras de Jesús en la Cruz es una cofradía católica de la ciudad de León, España. Fue fundada en 1962 y tiene su sede en la iglesia de San Marcelo.

## Historia
La cofradía se fundó el 22 de septiembre de 1962 y estableció su sede canónica en la parroquia de San Marcelo. Desfiló por primera vez en la procesión del Pregón de 1963 y el Viernes Santo de ese mismo año organizó la primera procesión de la hermandad. Su formación musical fue la primera en incorporar instrumentos de metal. En sus estatutos se contempla la promesa del silencio, siendo la primera penitencial de León en hacerlo.

## Emblema
El emblema está formado por las Tres Cruces del Calvario, con la de Jesús por encima de las otras dos, y a los pies la Corona de Espinas y los Tres Clavos de su Pasión. Todo ello se rodea por un ribete oval.

## Indumentaria

Indumentaria

El hábito se compone de una túnica lisa de terciopelo rojo sangre, bocamangas de estilo monacal, capirote alto de lanilla blanca, capa de raso negro con vistas de color blanco y cíngulo negro con dos borlas caídas al lado izquierdo. Se completa con guantes y calcetines blancos, zapato negro y pantalón oscuro.

## Actos y procesiones

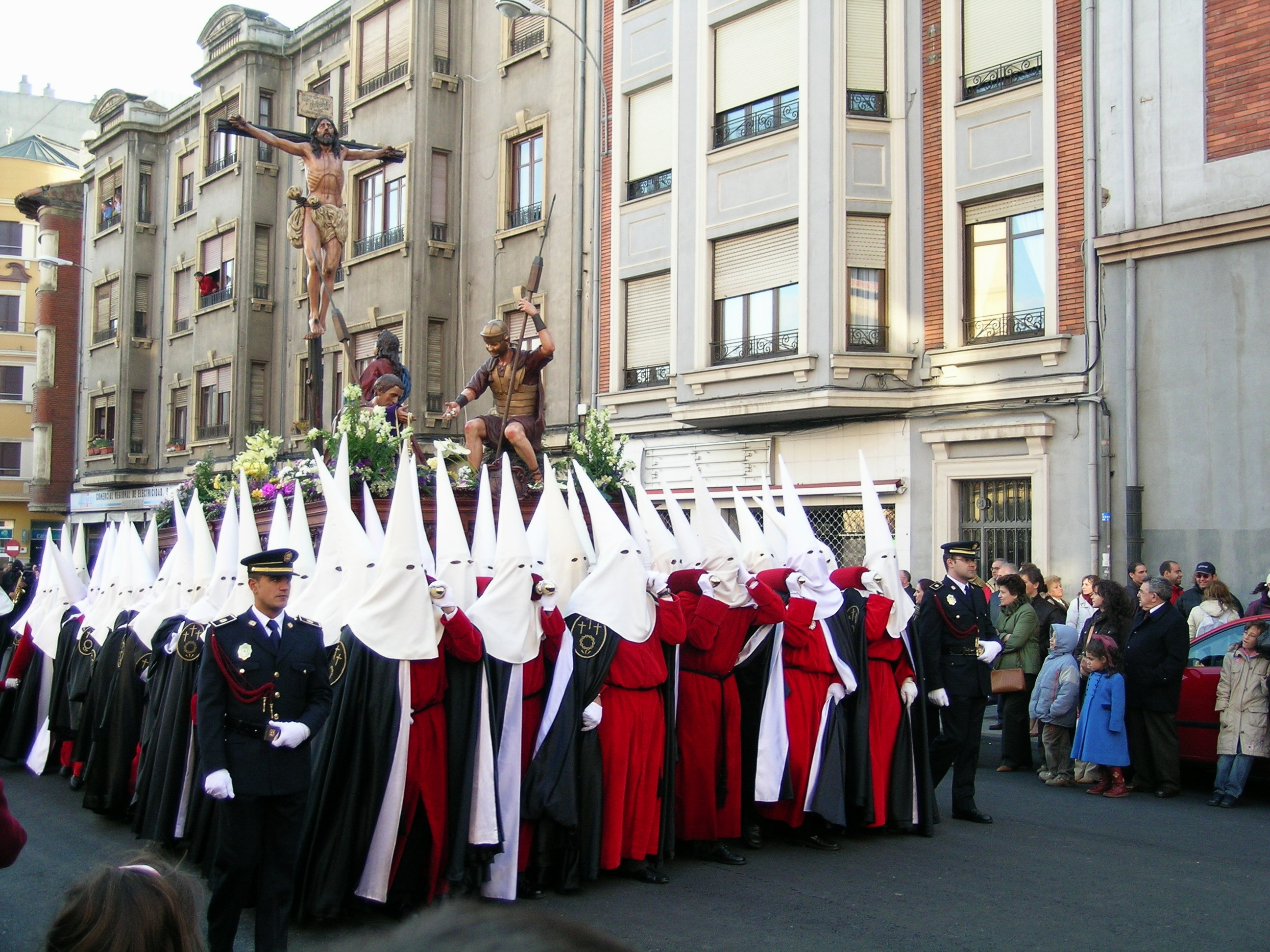
Cuarta Palabra. Santísimo Cristo del Desamparo y Buen Amor

- Miércoles Santo: Solemne Vía Crucis Procesional.
- Jueves Santo: Pregón a Caballo.
- Viernes Santo: Sermón y Procesión de las Siete Palabras.

## Pasos
- Primera palabra. Santísimo Cristo de las Siete Palabras: obra de Fernanado Aguado realizada en 2022, procesiona en carroza acompañada de 12 hermanos.
- Segunda Palabra. Santísimo Cristo de la Misericordia: obra de Ángel Estrada realizada en 1964, procesiona en carroza acompañada por 6 hermanos.
- Tercera Palabra. Santísimo Cristo de la Entrega: obra realizada por Hipólito Pérez Calvo en 1994, procesiona en carroza empujada por 15 hermanos.
- Cuarta Palabra. Santísimo Cristo del Desamparo y Buen Amor: obra realizada por Jesús Iglesias en 1996, es pujada por 84 braceros.
- Quinta Palabra. Santísimo Cristo de la Sed: obra de Manuel Martín Nieto realizada en 2003, es pujada por 86 braceros.
- Sexta Palabra. Santísimo Cristo de la Sangre: realizada por Manuel Martín Nieto en 2008, es pujada por 74 braceros.
- Séptima Palabra. Santísimo Cristo de la Agonía: obra de Amado Fernández de 1969, se trata de una copia de la imagen titular de la cofradía, obra de Gregorio Fernández realizada en 1631. Es pujada por 82 braceros.